# Songshutai
Songshutai (kinesiska: 松树台乡, 松树台) är en socken i Kina. Den ligger i provinsen Hebei, i den norra delen av landet, omkring 230 kilometer nordost om huvudstaden Peking. Antalet invånare är 15 954. Befolkningen består av 7 668 kvinnor och 8 286 män. Barn under 15 år utgör 17,0 %, vuxna 15-64 år 71 %, och äldre över 65 år 10,0 %.
Genomsnittlig årsnederbörd är 903 millimeter. Den regnigaste månaden är juli, med i genomsnitt 254 mm nederbörd, och den torraste är januari, med 2 mm nederbörd.